# (3200) Faetont
(3200) Faetont és un asteroide que pertany als asteroides Apol·lo i que va ser descobert l'11 d'octubre de 1983 per l'IRAS (Infrared Astronomical Satellite). Va ser designat al principi com 1983 TB.
Té una òrbita inusual que el porta molt més a prop del Sol que la resta d'asteroides amb nom coneguts. Per aquest motiu se'l va batejar amb el nom de Faetont, fill del deu sol Hèlios. Té un diàmetre mitjà de 5.1 ± 0.2 km. És el causant de la pluja d'estrelles dels Gemínids a mig desembre. Amb un historial de més de 30 anys d'observacions, la seva òrbita ha estat molt ben establerta. L'aproximació de l'any 2017 s'ha determinat amb un error màxim de ±40 km.

## Descobriment
Faetont va ser el primer asteroide descobert usant imatges d'una sonda espacial. El va descobrir Simon F. Green i John K. Davies l'11 d'octubre de 1983 mentre analitzaven imatges del satèl·lit IRAS. Va ser anunciat formalment el 14 d'octubre a la circular IAUC 3878 i confirmat amb observacions òptiques per Charles T. Kowal, que va afirmar que tenia aparença d'un asteroide. Va rebre la denominació provisional 1983 TB i posteriorment, el 1985, el nom de 3200 Faetont.

## Característiques orbitals

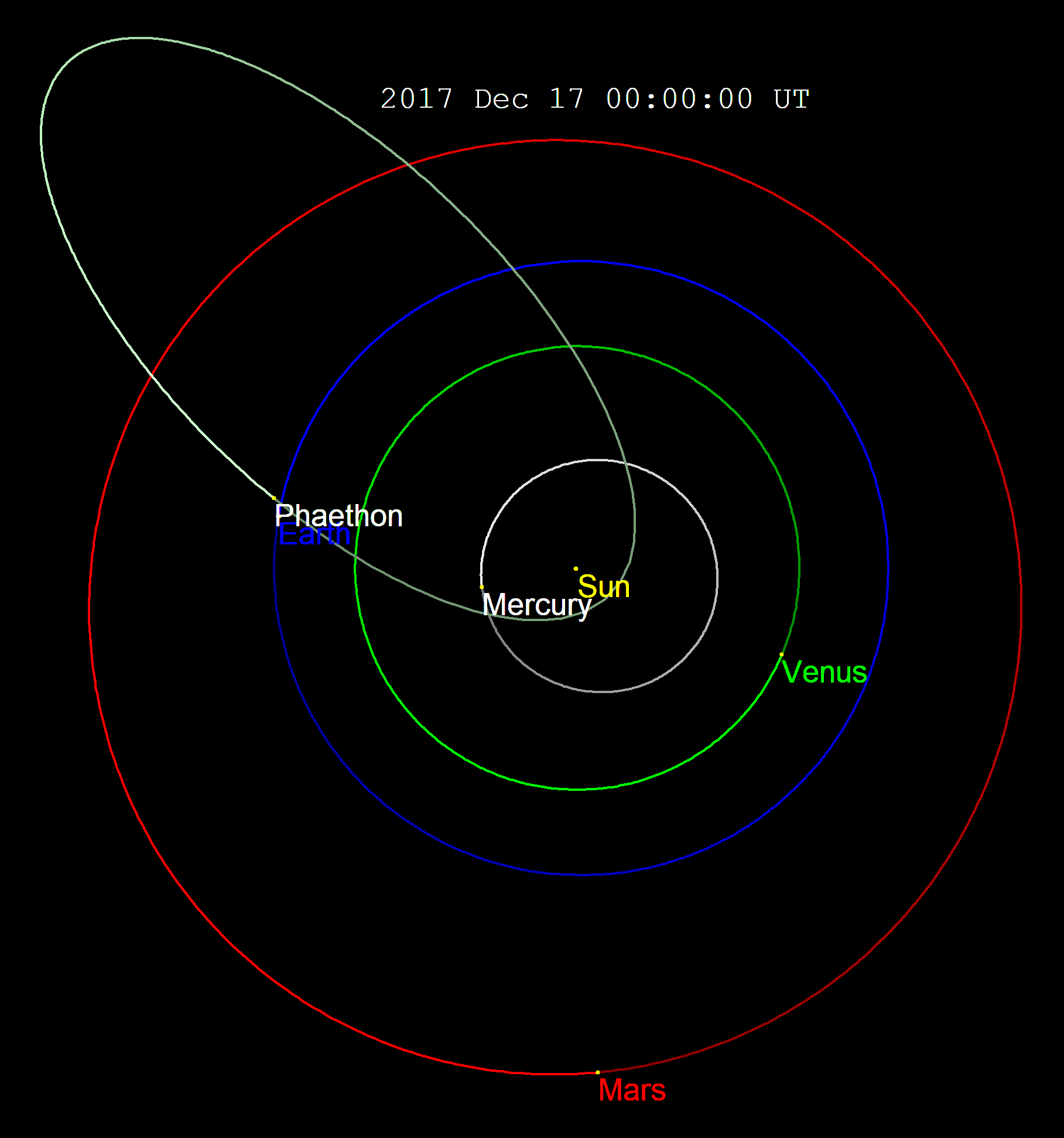
L'òrbita de Faetont creua les òrbites de Mart, la Terra, Venus i Mercuri

Faetont s'ha categoritzat com un asteroide Apol·lo, ja que el seu semieix major és major que el de la Terra (1.27 AU). Se sospita que és membre de la família d'asteroides Pal·les.
És l'asteroide amb nom que més s'acosta al Sol: el seu periheli és només 0.14 AU (menys de la meitat del periheli de Mercuri). Creua les òrbites de Mercuri, Venus, la Terra i Mart donada l'alta excentricitat de la seva òrbita. Al periheli, la temperatura de la superfície és aproximadament de 1.025 K (750 °C).
Faetont és un candidat a mostrar efectes relavisites i d'aplatament del Sol a la seva òrbita per les seves freqüents aproximacions al Sol.

### Asteroide potencialment perillós
Faetont s'ha classificat com asteroide potencialment perillós (PHA, de l'anglès Potentially Hazardous Asteroid), però això no vol dir que hi hagi perill d'impacte a curt termini. És potencialment perillós per la seva mida i per la seva distància mínima d'intersecció orbital (MOID ≤ 0.05 AU). La distància mínima d'intersecció amb la Terra (MOID) és 0.01945 AU, que és la distància més curta entre l'òrbita de Faetont i la Terra. Les aproximacions a la Terra estan calculades pels propers 400 anys.

## Característiques físiques
Faetont és un asteroide amb característiques poc habituals tals com una òrbita que s'assembla més a un cometa que a un asteroide; se n'ha referit com un "cometa roca". Recent estudies fets per la sonda STEREO de la NASA, s'han observat cues de pols i, l'any 2010, es va detectar que ejectava pols. És possible que la calor del Sol causi fractures similars a les esquerdes en terres seques de la Terra.
La seva composició encaixa amb el seu origen cometari. Està classificat com asteroide de tipus B, ja que la seva composició és de material fosc. Des del seu descobriment, s'han trobat altres objectes amb una mescla de característiques d'asteroide i de cometa, com 133P/Elst-Pizarro.

## Pluja d'estrelles

Conjunt d'imatges de Faetont

Poc després del seu descobriment, Fred Whipple va observar que les característiques orbitals del llavors anomenat 1983 TB coincidien amb les característiques de fins a 19 meteors dels Gemínids fotografiats amb una càmera de meteors super-Schmidt. Això indicà que Faetont és l'objecte llargament buscat que origina la pluja d'estels dels Gemínids a mitjans de desembre.

## Aproximacions properes
El 10 de desembre de 2007 es va aproximar fins a 0.120895 AU (18.085.600 km) de la Terra, i es va detectar per radar a Arecibo. Quan va arribar al seu periheli el juliol de 2009 es va observar que era més brillant de l'esperat. Durant aquesta aproximació, la sonda STERO-A va observar que era el doble de brillant de l'esperat.

### Aproximació del 2017

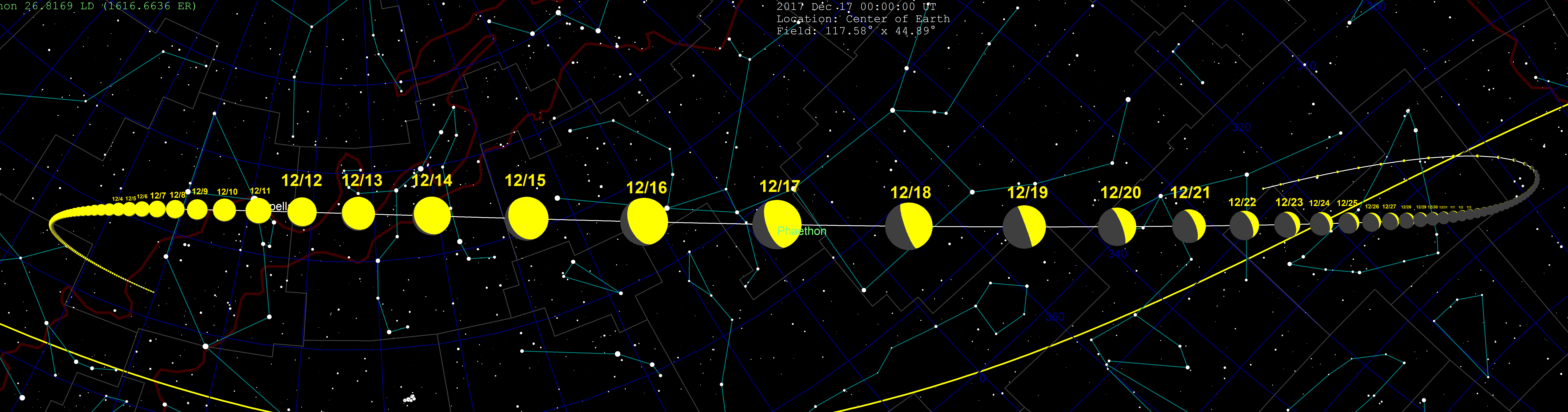
Camí al cel de Faetont durant l'aproximació de desembre de 2017

El 16 de desembre de 2017, a les 23:00 UT, Faetont passarà a 0,06893173 ua (10.312.040 km) de la Terra (27 distàncies lunars). Aquesta distància és coneguda amb una precisió de ±40km. Serà la millor oportunitat fins ara per observacions de radar pels observatoris Goldstone i Arecibo, arribant a resolucions de fins 75m/pixel a Goldstone i 15m/pixel a Arecibo.
L'asteroide serà prou brillant per observar-lo amb telescopis petits, amb una magnitud de 10.8 entre el 13 i el 15 de desembre, que s'anirà disminuint fins a magnitud 11 el 16 de desembre, en el moment de màxima aproximació.
No tornarà a passar tan a prop com el 2017 fins al 14 de desembre de 2093, quan passarà a 0,01981 ua (2.964.000 km) de la Terra.